# Fédération chilienne de rugby à XV
La Fédération chilienne de rugby à XV est l'instance qui régit l'organisation du rugby à XV au Chili.
Le rôle de cette fédération nationale est successivement rempli par deux organismes distincts : l'Unión de Rugby de Chile puis la Federación de Rugby de Chile.

## Historique

### De 1935 à 1953
L'Unión de Rugby de Chile est fondée le 1935, sous l'impulsion des jeunes clubs émergeant des régions de Santiago et Valparaíso,, et contribue à la naissance de l'équipe nationale dès 1936.
À partir de 1948, la fédération organise le Campeonato Central de Rugby, championnat du Chili.

### Depuis 1953
La Federación de Rugby de Chile est fondée le 4 mai 1953 ; elle remplace alors l'Unión de Rugby de Chile dans son rôle,. Elle est ensuite affiliée auprès du Comité olympique du Chili,.
Elle intègre en 1987 la Fédération internationale de rugby amateur, jusqu'en 1999, date à laquelle cette dernière réduit son périmètre d'action au continent européen. Le 14 octobre 1988, elle est l'une des cinq fédérations nationales à l'initiative de la création de la Confederación Sudamericana de Rugby, organisme régissant le rugby sur le continent sud-américain.
Elle devient ensuite le 5 novembre 1991 membre de l'International Rugby Board, organisme international du rugby à XV,.
La fédération organise le tournoi du Chili de rugby à sept dans le cadre de la saison 2001-2002 des World Sevens Series,. Néanmoins, le succès de cette compétition est terni par le faible intérêt porté par le public chilien, largement plus attiré par le football que par le rugby ; les résultats de la billetterie se sont en effet révélés en dessous des attentes. L'étape chilienne des World Series n'est ainsi pas reconduite la saison suivante.
Parmi les autres tournois internationaux organisés par la fédération, l'édition inaugurale de 2008 (en) du Trophée mondial des moins de 20 ans lui est confiée par l'IRB. L'expérience est reconduite pour le tournoi de 2013 (en).

## Identité visuelle
La fédération adopte une nouvelle identité visuelle en février 2018. Elle s'inspire d'un des visuels alors en vigueur lors des premières années de son existence.

Évolution du logo
Un des premiers logos de la fédération.
Ancien logo abandonné en 2016.
Logo de 2016 à février 2018.
Logo depuis février 2018.

## Présidents
Les personnes suivantes se succèdent au poste de président de la fédération :
- 1951 : Douglas Mackenzie[Note 1]
- 1952 : Sergio Urrejola[Note 1]
- 1953-1955 : Keneth Dunford
- 1956-1957 : Leonardo Mascaro V. et F. Wescott
- 1958-1961 : Rodolfo Pincas
- 1962-1963 : Jorge Chávez Sánchez
- 1964-1965 : Luis Felipe Mujica M.
- 1966-1967 : Fernando De Castro
- 1968-1969 : Leslie Cooper
- 1970-1971 : Ronald Miles
- 1972-1974 : Patricio Campos N.
- 1975-1979 : Luis Bernabo Ody
- 1980-1982 : Sergio Bascuñán Martinez
- 1983-1986 : Alberto Jory Walker
- 1986-1987 : Jorge Pizarro Soto
- 1988-1989 : Sergio Bascuñán Martinez
- 1990-1991 : Alberto Jory Walker
- 1991-1993 : Claudio Cabrera Berceruelo
- 1994-1995 : Ernesto Sirner Bugueño
- 1996-1997 : Miguel A. Mujica Brain
- 1998-1999 : Julio Calisto Hurtado
- 2000-2007 : Miguel A. Mujica Brain
- 2008-2009 : Alastair Mac Gregor
- 2010-2011 : Sebastian Pinto Fernandez
- 2012-2013 : Francisco Davanzo Pumarino
- 2014-2014 : Juan Ignacio Lopez Del Rio
- 2014-2015 : Sebastian Bianchi Karich
- 2015-2019 : Jorge Araya Zamorano[15]
- élu en 2019 : Cristian Rudloff[16]